# Elijah Litana
Elijah Litana (ur. 5 grudnia 1970) – piłkarz zambijski grający na pozycji obrońcy.

## Kariera klubowa
W ojczyźnie Litana występował w klubie Roan United z miasta Luanshya. W 1994 roku zdobył z nim Puchar Zambii.
W latach 1995–2000 Litana występował w Arabii Saudyjskiej, w tamtejszym klubie Al-Hilal. Wraz z Al-Hilal dwukrotnie był mistrzem Arabii Saudyjskiej w latach 1996 i 1998 oraz jeden raz wicemistrzem w 1997 roku. Wygrał też Puchar Księcia Arabii Saudyjskiej (2000), Puchar Arabii Saudyjskiej (1996, 2000), Ligę Mistrzów (2000), Puchar Zdobywców Pucharów (1997) i Superpuchar Azji (1997, 2000).

## Kariera reprezentacyjna
W reprezentacji Zambii Litana zadebiutował 22 maja 1993 roku w zremisowanym 1:1 towarzyskim meczu z Malawi. W 1994 roku po raz pierwszy został powołany do kadry na Puchar Narodów Afryki. Wywalczył wówczas z Zambią wicemistrzostwo Afryki, a jego dorobek na tym turnieju to 5 meczów: ze Sierra Leone (0:0), z Wybrzeżem Kości Słoniowej (1:0), ćwierćfinale z Senegalem (1:0), półfinale z Mali (4:0) i finale z Nigerią (1:2). W dwóch ostatnich meczach zdobywał po golu.
W 1996 roku Litana zajął 3. miejsce w Pucharze Narodów Afryki 1996, na którym zagrał w 6 meczach: z Algierią (0:0), z Burkina Faso (5:1), ze Sierra Leone (4:0), ćwierćfinale z Egiptem (3:1 i gol), półfinale z Tunezją (2:4) i o 3. miejsce z Ghaną (1:0).
W 1998 roku Litana rozegrał trzy mecze w Pucharze Narodów Afryki 1998: z Marokiem (1:1), z Egiptem (0:4) i z Mozambikiem (3:1).
Z kolei w 2000 roku Litana został powołany do kadry na Puchar Narodów Afryki 2000. Wystąpił na nim dwukrotnie: z Egiptem (0:2) i z Burkina Faso (1:1), w którym został ukarany czerwoną kartką.
Od 1993 do 2000 rozegrał w kadrze narodowej 50 meczów i strzelił 5 goli.